# Whisky mieszana

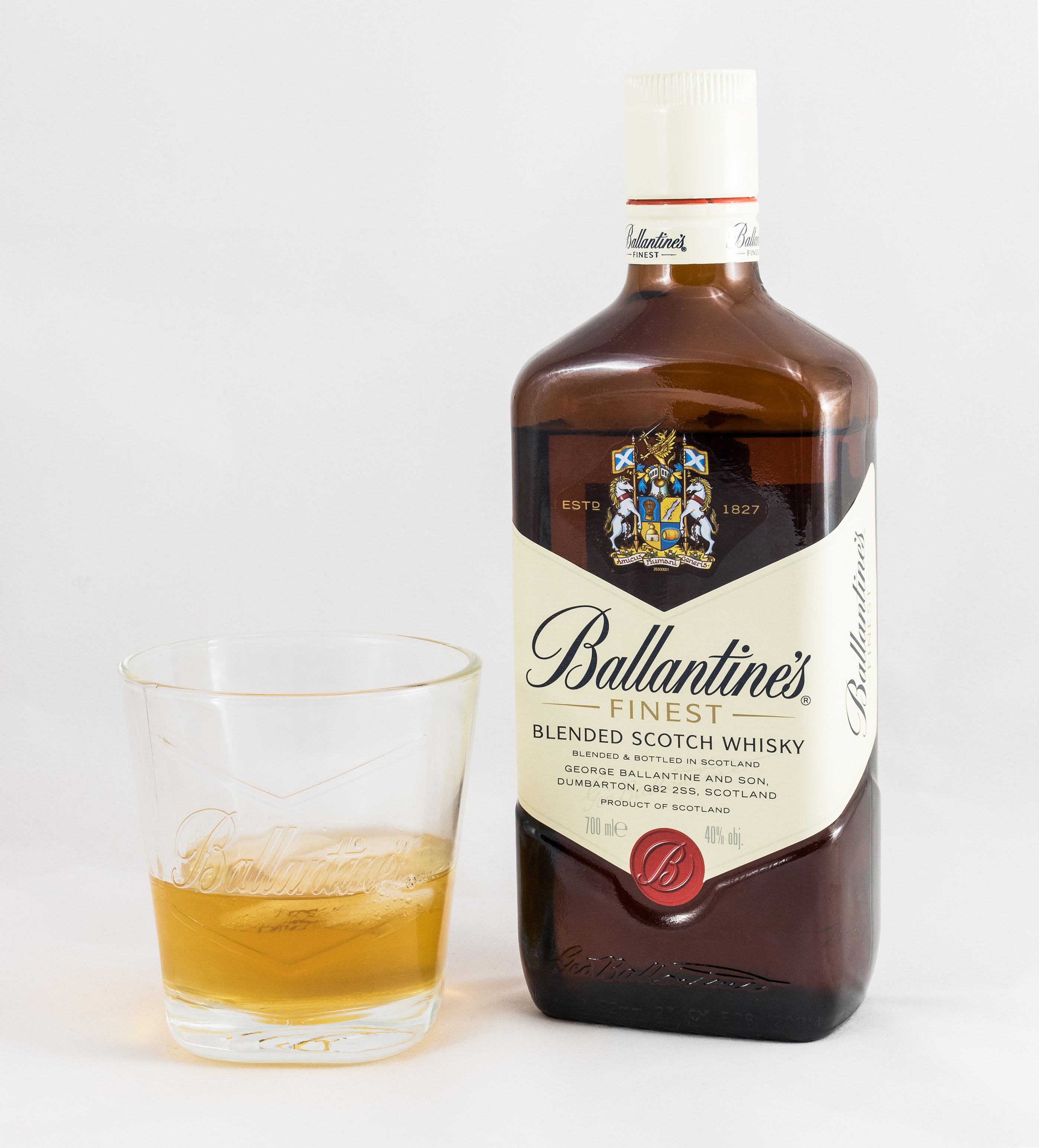
Whisky mieszana (Ballantine's Finest)

Whisky mieszana (blended) – typ whisky powstały w wyniku zmieszania różnego rodzaju whisky. Powstaje z połączenia powstającej z jęczmienia whisky typu single malt (15–30%) z whisky wytwarzanych z innych zbóż (70–85%). Whisky mieszana jest najpopularniejszym na rynku rodzajem whisky.
W wyniku mieszania („blendowania”) składników o różnej charakterystyce (torfowość aromatu, słodycz, barwa i inne) uzyskuje się produkt dobrej jakości prościej niż w przypadku whisky typu single malt. Produkcja „gatunkowej” whisky typu blended jest w rezultacie znacznie tańsza niż tej samej jakości single malt. Dlatego także w większości koktajli i drinków wykorzystuje się właśnie blended, zaś smakosze picia w stylu neat (czysta, bez dodatków) lub on the rocks (z lodem) preferują single malt.
Większość whisky typu blended nie podaje jej wieku. Jeżeli wiek jest podany, oznacza to, że wszystkie komponenty musiały leżakować w beczkach co najmniej tak długo, jak jest podane na etykiecie. Jednym z najbardziej znanych przykładów whisky typu blended jest Johnnie Walker.